# Yonatthan Rak
Yonatthan Nicolás Rak Barragán (Montevideo, 18 de agosto de 1993) es un futbolista uruguayo que juega como zaguero en el Barracas Central de la Primera División de Argentina.

## Trayectoria
Yonatthan Rak hizo las divisiones inferiores en el Club Sportivo Miramar Misiones, debutando en el año 2012.
Hacia 2014 fue fichado a préstamo por el Cartagena, pero volvió rápidamente a su club de origen ya que no se adaptó.
También tuvo un breve pasaje en 2015 por el Internacional, donde tampoco jugó.
Desde 2018 hasta 2021, jugó en Montevideo City Torque, club con el cual logró ascender a Primera División en dos ocasiones (2018 y 2020).
El 30 de junio de 2021 se hizo oficial su traspaso a Club Tijuana de la Primera División de México, donde tampoco se adaptó, regresando a Uruguay para jugar en el primer equipo de Peñarol.
El 30 de junio de 2023 finaliza la cesión al club uruguayo, cesión que se extendió hasta el 31 de julio para que pudiera disputar la totalidad del Torneo Intermedio de ese año. Tras esto, en principio, volvería a México o sería cedido a otro equipo, pero finalmente Peñarol consiguió negociar y contar con Rak por un año más en calidad de préstamo, gracias también a la voluntad del jugador de continuar en el carbonero.
En junio de 2024, firmó en el Central Córdoba (SdE).

## Clubes
| Club                      | País      | Año           |
| ------------------------- | --------- | ------------- |
| Miramar Misiones          | Uruguay   | 2012-2017     |
| SC Internacional (cedido) | Brasil    | 2016          |
| Montevideo City Torque    | Uruguay   | 2018-2021     |
| Club Tijuana              | México    | 2021-2023     |
| C. A. Peñarol (cedido)    | Uruguay   | 2022-2023     |
| Central Córdoba (SdE)     | Argentina | 2024          |
| Barracas Central          | Argentina | 2025-presente |

## Palmarés

### Títulos nacionales
| Título           | Club                  | País      | Año  |
| ---------------- | --------------------- | --------- | ---- |
| Segunda División | Montevideo City       | Uruguay   | 2019 |
| Torneo Apertura  | Peñarol               | Uruguay   | 2023 |
| Copa Argentina   | Central Córdoba (SdE) | Argentina | 2024 |